# 克孜尔尕哈烽燧
克孜尔尕哈烽燧位於新疆阿克蘇地區库车市的克孜尔尕哈石窟附近，距離庫車縣城13公里。
漢武帝時期，由於西域歸漢朝版圖，因此漢朝的烽燧制度也在西域地區實施。當時長城已經修至玉門關，而關外就是大漠戈壁，不易修建長城，改為亭障護衛烽火台，僅新疆境內目前就發現了數百座烽燧遺址。

## 烽燧現狀
烽燧的殘高仍有16米，東西底邊長6米，南北寬4.5米.分層夯層約15釐米，夯土層中加有蘆葦和樹枝.烽燧上部以木拄為骨架，頂部由土坯壘砌。燧頂由於風化原因形成一缺口，形似雙烽。
一般烽燧附近設有驛站，克孜爾尕哈烽燧北側亦有古建築遺跡。

## 图库

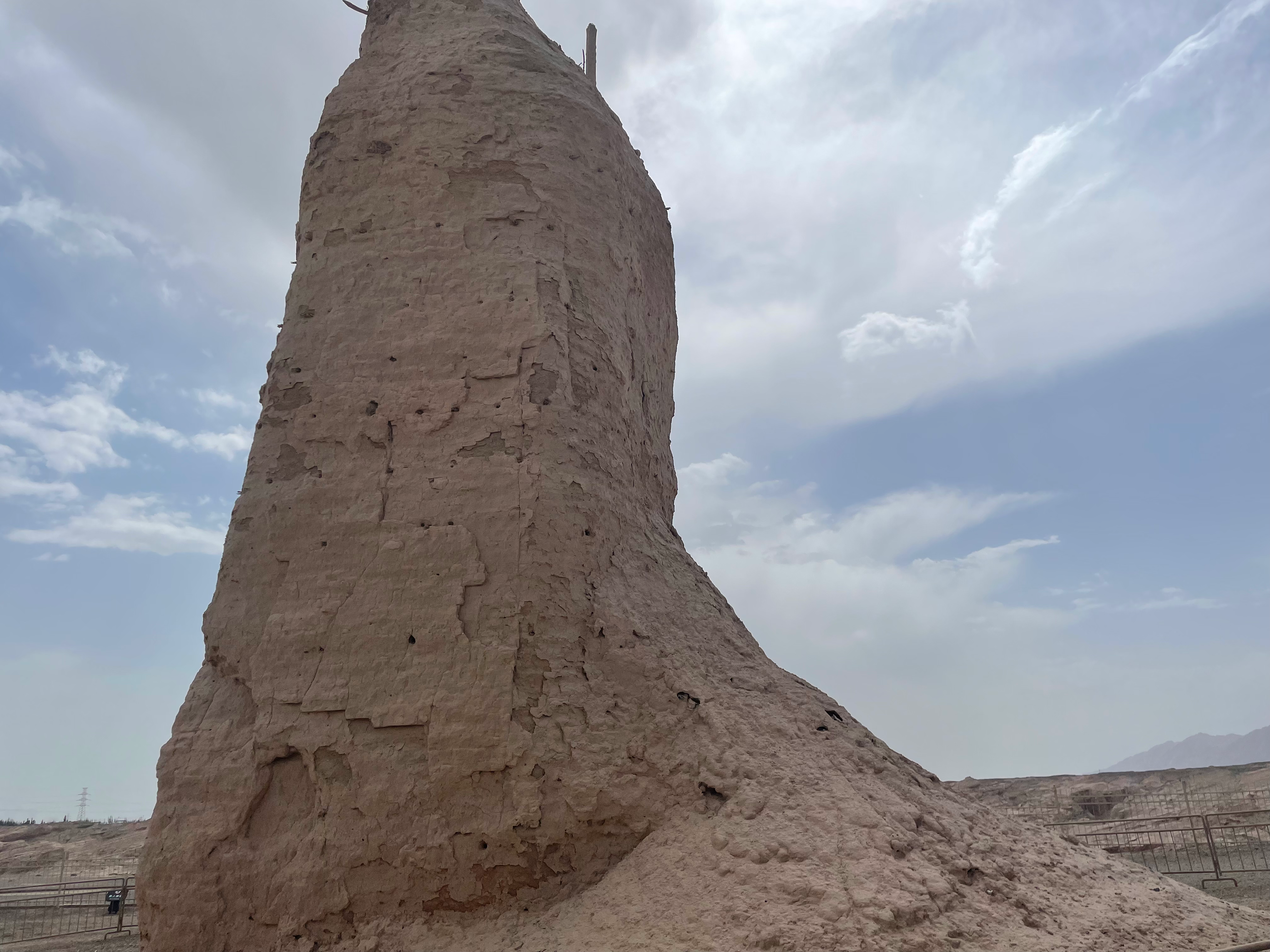
烽燧侧面
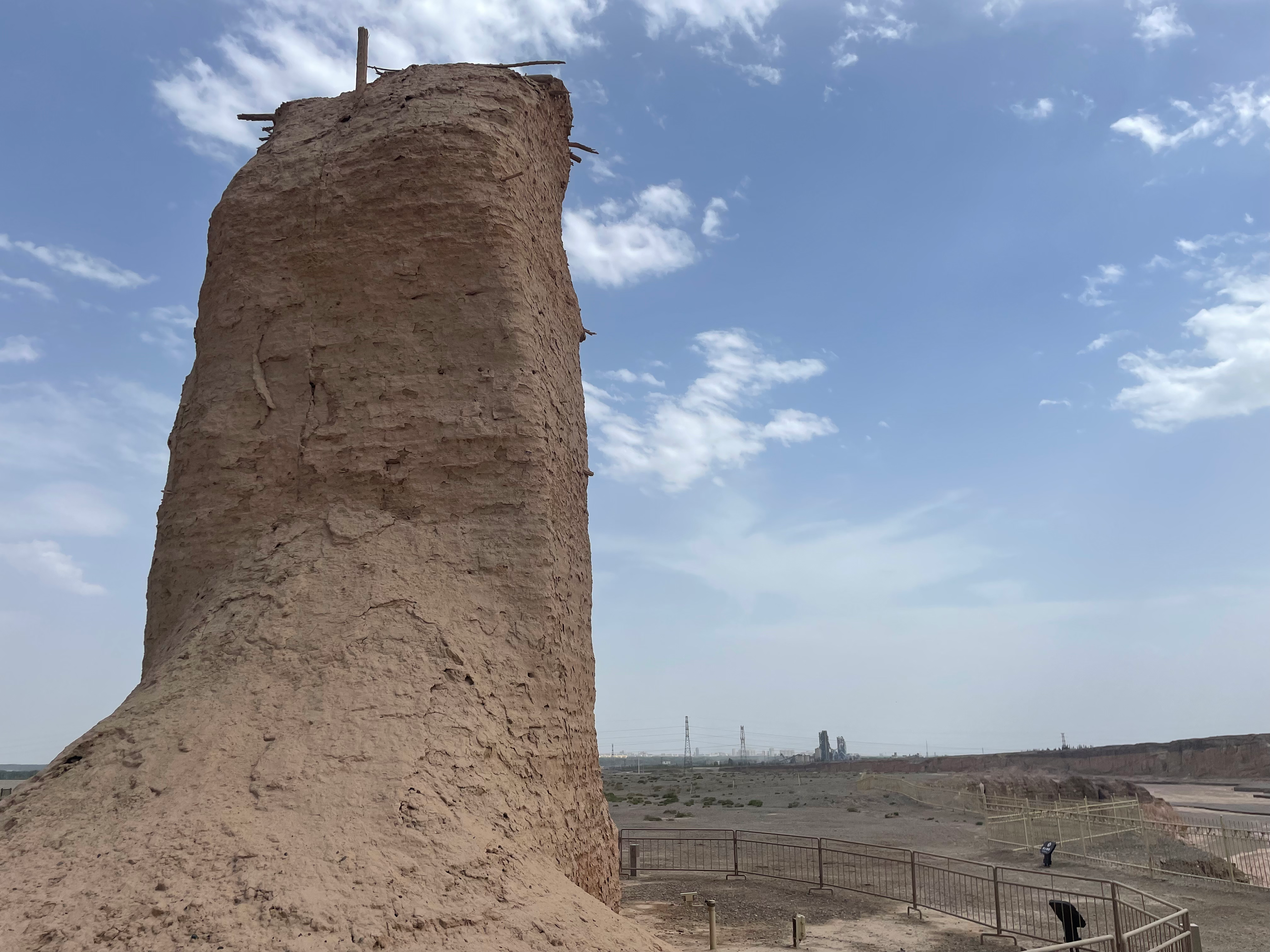
烽燧背面
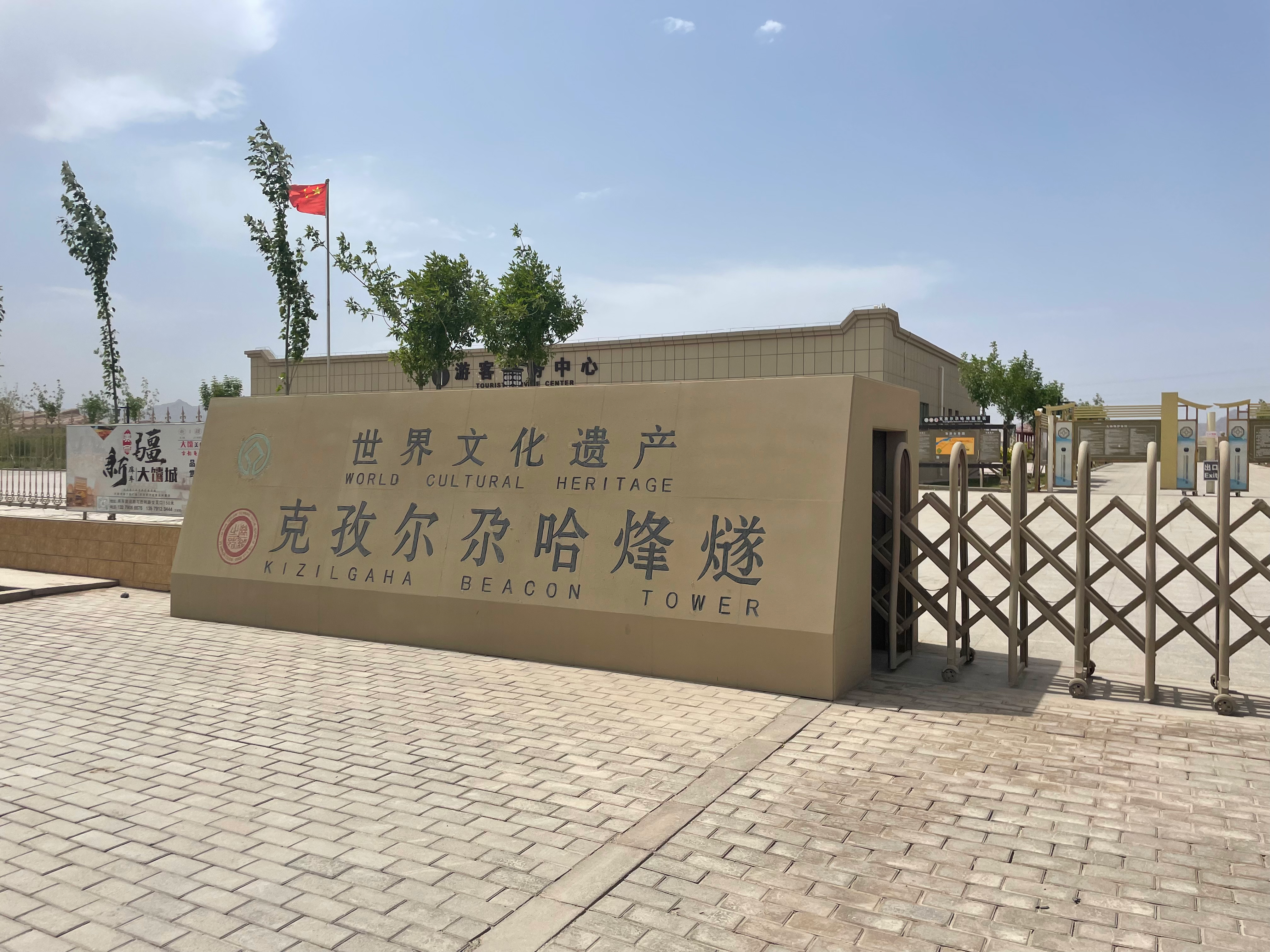
景区入口
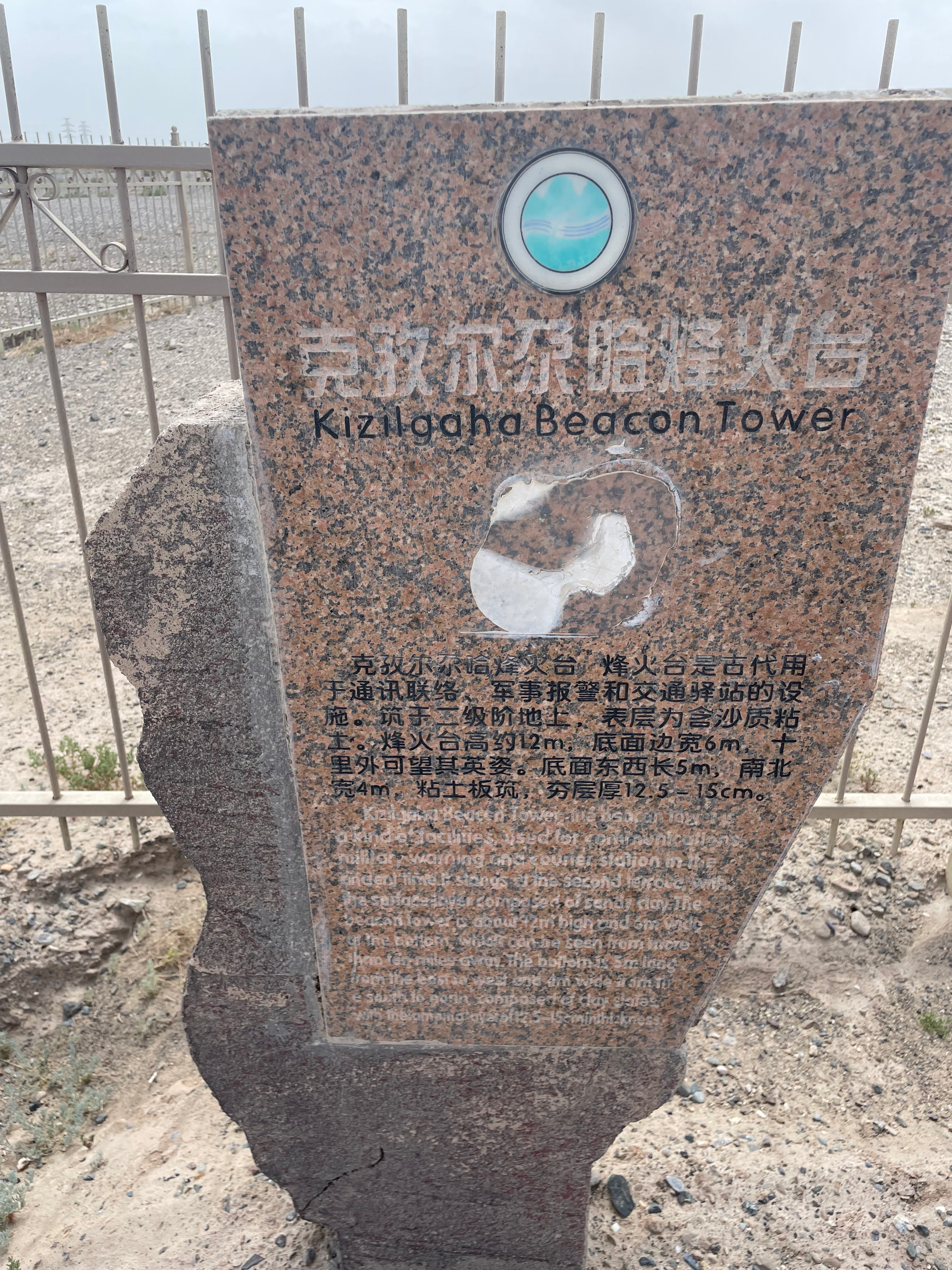
介绍牌
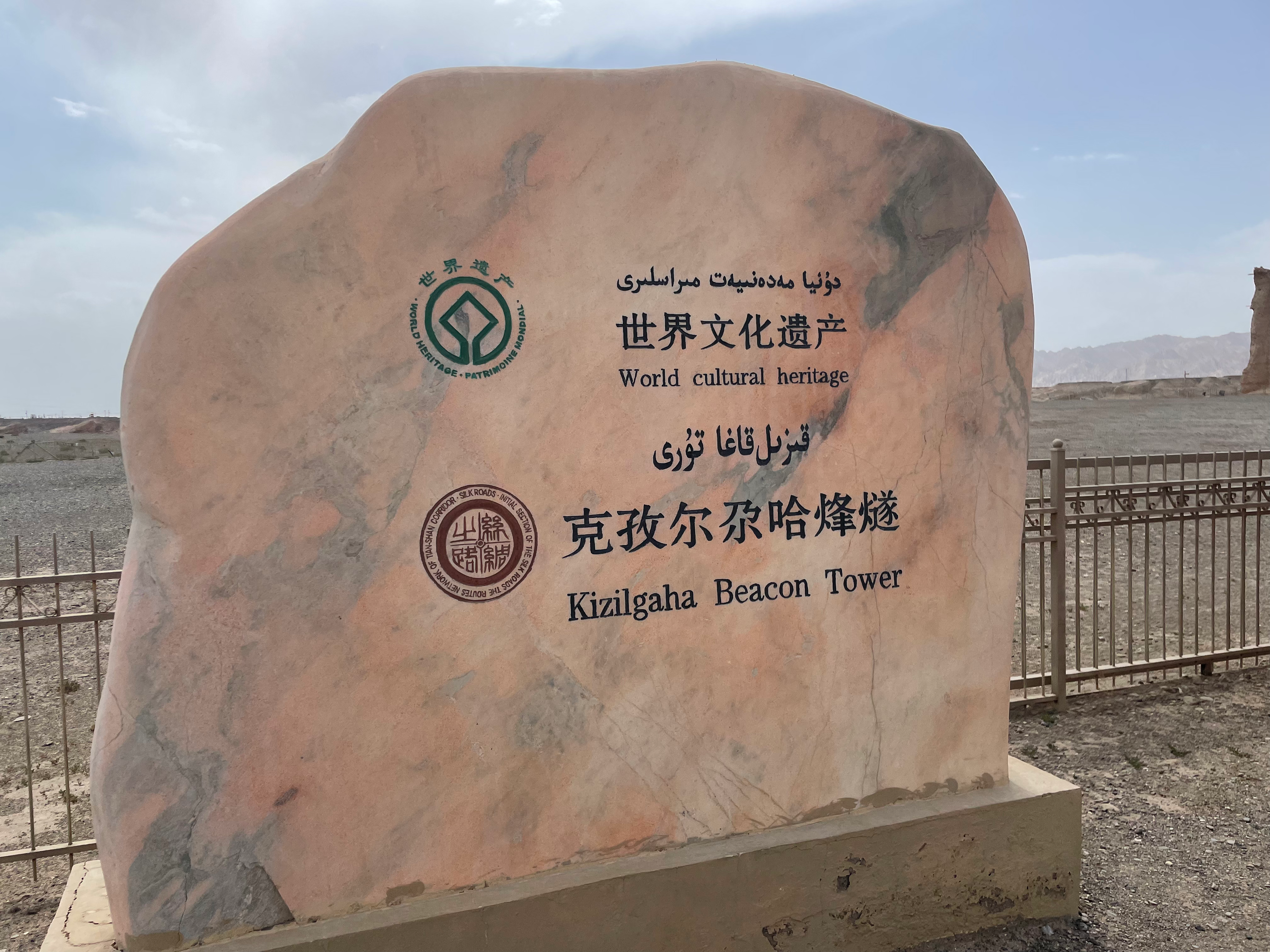
世界遗产碑
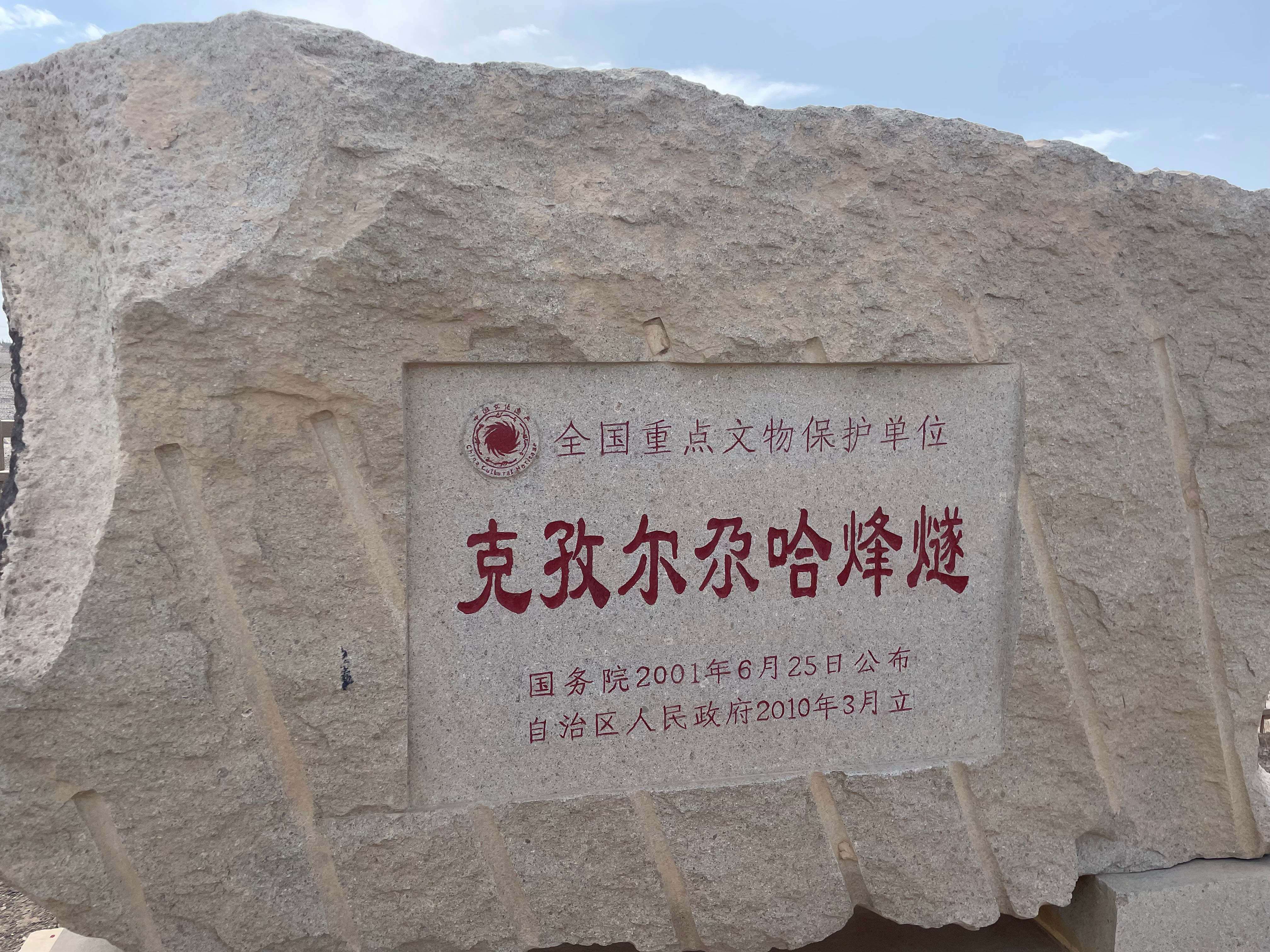
文保碑
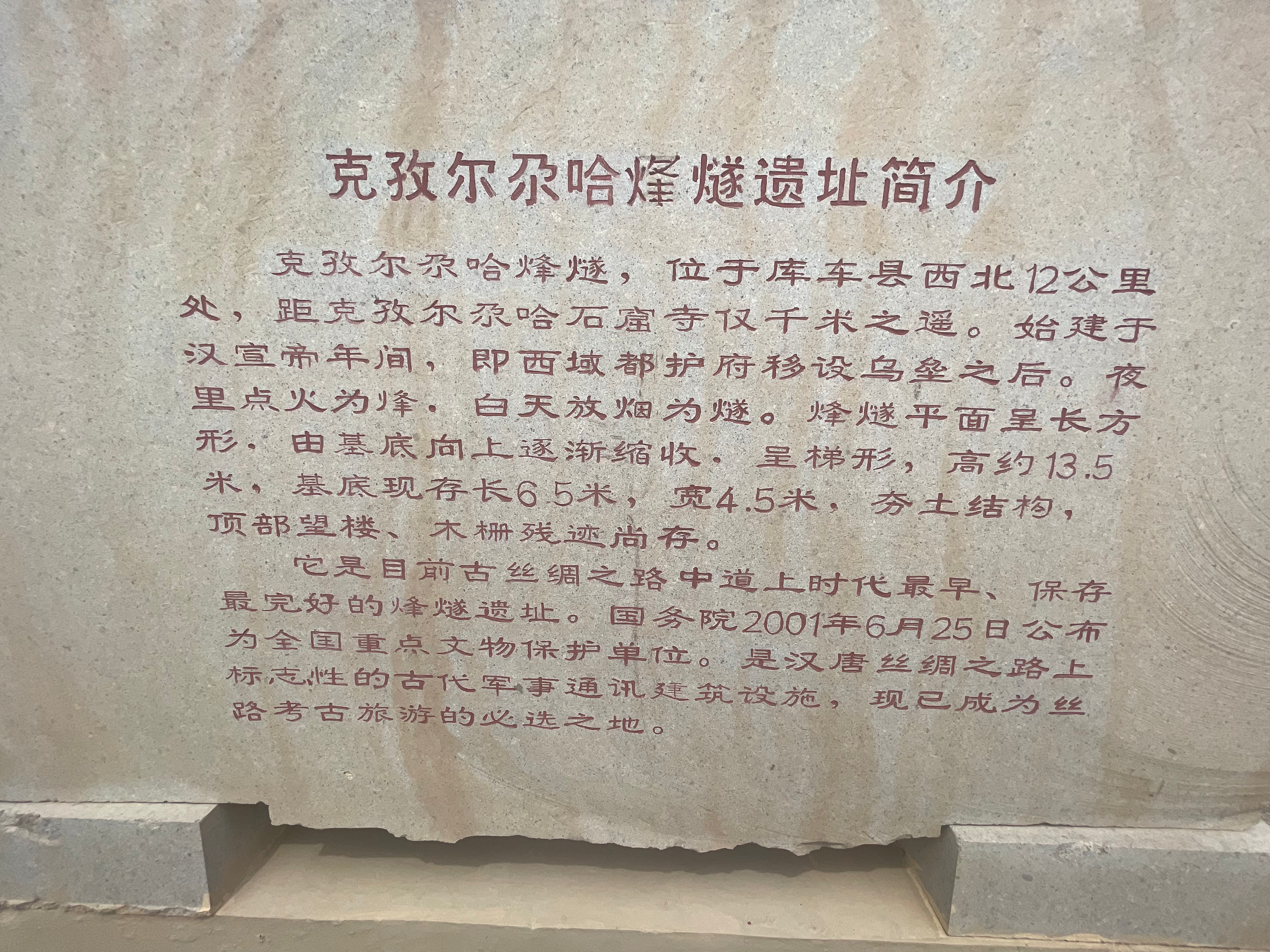
文保碑背后介绍
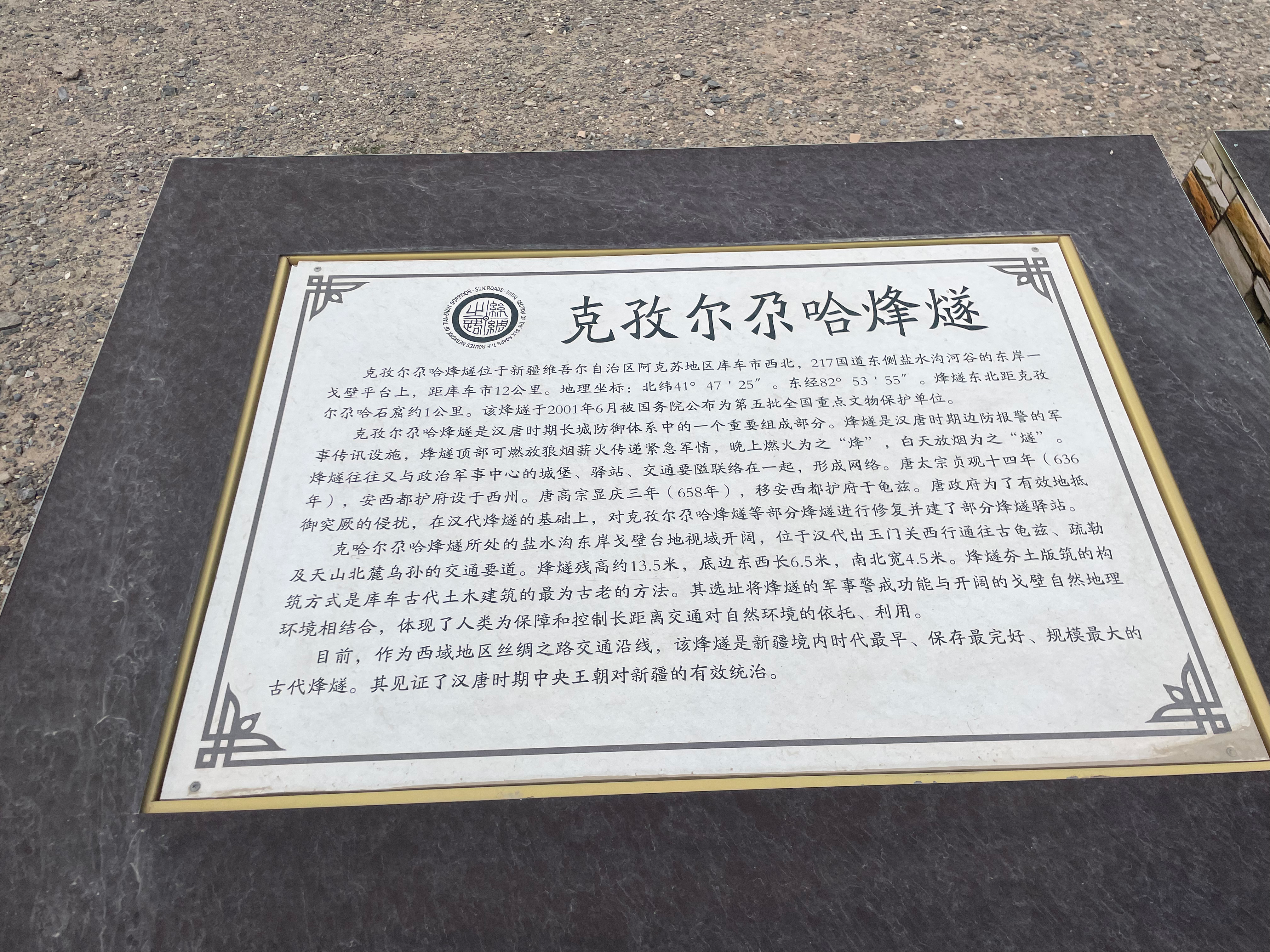
世界遗产介绍
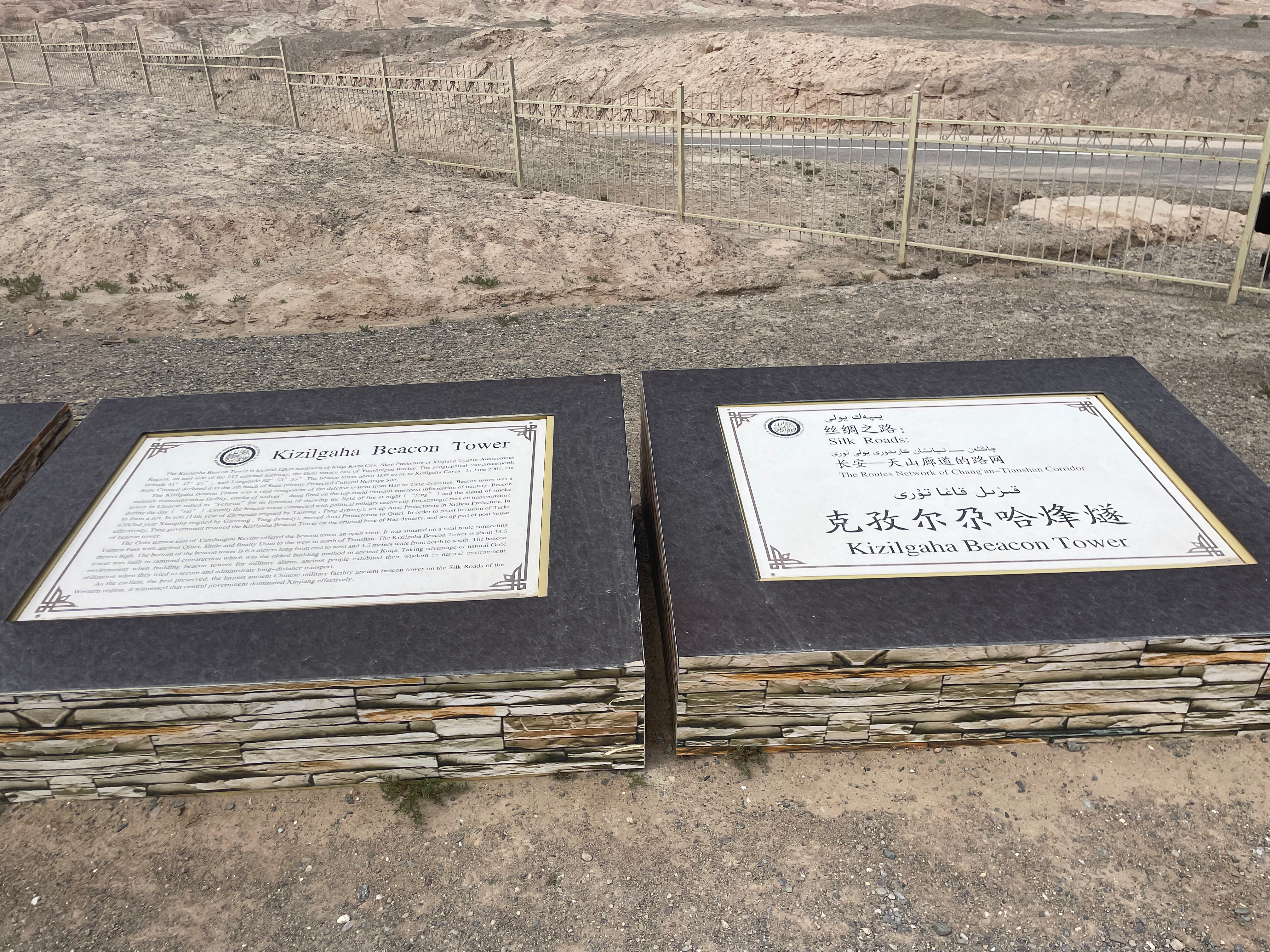
世界遗产介绍